# Poručnik
Poručnik (poručnica) je najniži časnički vojni čin u Hrvatskoj vojsci, ispod čina natporučnika. U Američkoj vojsci mu odgovara čin "Second Lieutenant". U NOV-u i POJ-u čin poručnik je uveden 1. svibnja 1943. godine kao treći časnički čin, a u JNA 1952.
U Hrvatskoj ratnoj mornarici odgovara čin poručnika korvete.